# Мавровска крепост
Мавровската крепост или Палеокастро (на гръцки: Κάστρο Μαυρούδας, Παλαιόκαστρο) е археологически обект край лъгадинското село Мавруда (Маврово), Гърция.

## Местоположение
Крепостта е разположена в южните склонове на Богданската планина, северно от село Мавруда.

## История
Смята се, че е от средновизантийския период и е използвана по-късно и от османците. Целта на крепостта е била да контролира второстепенния проход на Виа Егнация. Възможно да е била пътна станция на Виа Егнация, а може би и станция за смяна на коне (mutatio). В полза на това, че е била станция говорят лошата конструкция на укреплението и неособено здравото отбранително положение на хълма. Кулата има визуален контакт със Суловската кула, разположена на 7 km на изток.